# 갈철석

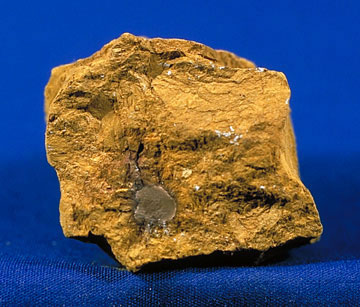
갈철석

갈철석(褐鐵石, limonite)은 철광물의 일종으로 산화 철(III)의 수화물이다. 구조식은 FeO(OH)·nH2O이며, 모스 굳기계는 4~5+1⁄2이다. 자철석·적철석과 함께 주요 철광물이며 기원전 2500년 전부터 철을 생산하려는 목적으로 채굴되었다.

## 같이 보기
- 철
- 산화 철